# Kevin Macdonald (regista)
Kevin Macdonald (Glasgow, 28 ottobre 1967) è un regista britannico.
Vincitore del Premio Oscar per il miglior documentario nel 2000 per la regia di Un giorno a settembre, ha ricevuto fama internazionale grazie al pluripremiato L'ultimo re di Scozia (2006).

## Biografia

### Carriera
Iniziò la sua carriera girando un documentario sul nonno, Emeric Pressburger, The Life and Death of a Screenwriter (1994), che trasformò nel documentario The Making of an Englishman, prodotto dal fratello Abdrew nel 1995. Nel 1999 si dedicò al Massacro di Monaco delle Olimpiadi del 1972, realizzando Un giorno a settembre, vincitore del Premio Oscar al miglior documentario del 2000.
Grazie a La morte sospesa, girato nel 2003, storia della conquista di una vetta della Ande da parte di due alpinisti nel 1985, Macdonald si aggiudicò il premio BAFTA Alexander Korda per il miglior film britannico del 2004. Nel 2006, il protagonista del suo L'ultimo re di Scozia, Forest Whitaker, ha ricevuto il premio Oscar al miglior attore, il BAFTA al miglior attore protagonista e il Golden Globe per il miglior attore in un film drammatico.
Dopo aver diretto nel 2007 il documentario Il nemico del mio nemico - Cia, nazisti e guerra fredda, nel 2011 dirige il kolossal The Eagle e nel 2012 il documentario cinematografico, dedicato alla vita di Bob Marley, intitolato Marley.

### Vita privata
Nel 1999 ha sposato Tatiana Lund, dalla quale ha avuto tre figli; i cinque vivono nel North London.
È nipote del regista Emeric Pressburger e parente dello scrittore Giorgio Pressburger, che lo cita nel film documentario L'orologio di Monaco, la sua relazione con quest'ultimo lo rende anche lontanamente imparentato con Karl Marx (1818–1883), Heinrich Heine (1797–1856) ed Edmund Husserl (1859–1938), tutti quindi parte di una famiglia di lontana stirpe ebraica ashkenazita.

## Filmografia

### Regista

#### Cinema
- The Making of an Englishman (1995) - documentario
- Chaplin's Goliath (1996) - documentario
- The Moving World of George Rickey (1997) - documentario
- Howard Hawks: American Artist (1997) - documentario
- Donald Cammell: The Ultimate Performance (1998) - documentario
- Un giorno a settembre (One Day in September) (1999) - documentario
- Humphrey Jennings (2000) - documentario
- A Brief History of Errol Morris (2000) - documentario
- Being Mick (2001) - documentario
- La morte sospesa (Touching the Void) (2003)
- L'ultimo re di Scozia (The Last King of Scotland) (2006)
- Il nemico del mio nemico - Cia, nazisti e guerra fredda (My Enemy's Enemy) (2007)
- State of Play (2009)
- The Eagle (2011)
- La vita in un giorno (Life in a Day) (2011) - documentario
- Marley (2012) - documentario
- Come vivo ora (How I Live Now) (2013)
- Black Sea (2014)
- Whitney Houston - Stella senza cielo (2018) - documentario
- The Mauritanian (2021)
- One to One: John & Yoko (2024)

#### Televisione
- 22.11.63 (11.22.63) – miniserie TV, episodio 1x01 (2016)

### Produttore
- Donald Cammell: The Ultimate Performance (1998)